# Srbský koridor

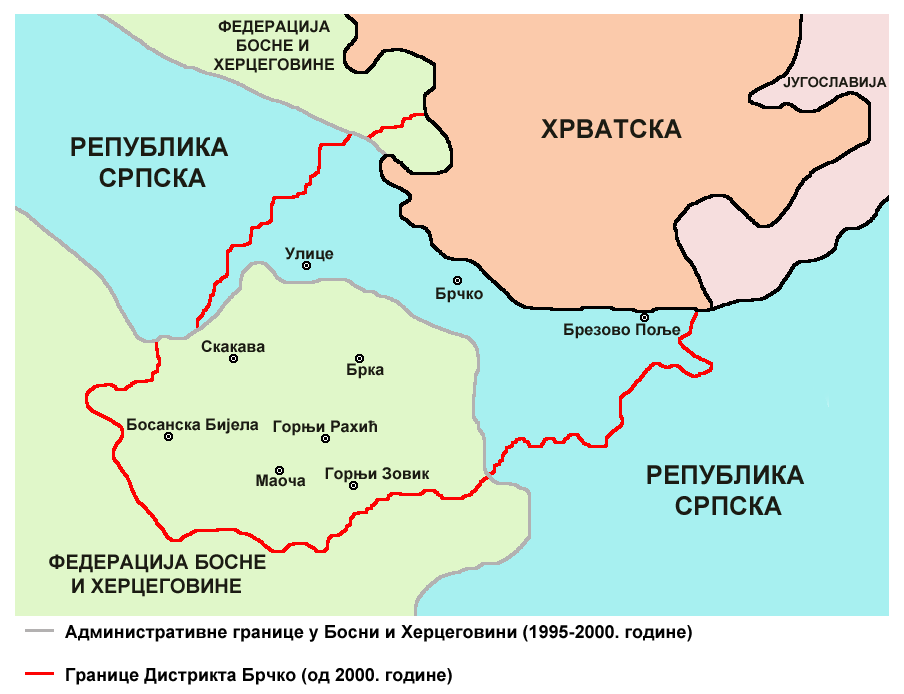
Srbský koridor (modrá) zahrnoval severovýchodní část Distriktu Brčko

Srbský koridor (srbsky, bosensky Srpski koridor/Српски коридор) byl v letech 1992-2000 územní koridor Republiky srbské, který spojoval obě dvě části, rozdělené distriktem Brčko. Severní hranici koridoru představovala řeka Sáva, resp. hranice s Chorvatskem, jižní hranici pak pohoří Kozara. 
Koridor vznikl po vojenské operaci během války v Bosně a Hercegovině, kdy vojenským cílem  Vojska republiky srbské ( VRS) bylo zajistit koridor pro vojenskou podporu Republice srbská krajina. V roce 2000 byl formálně reintegrován do distriktu Brčko, a to na základě výsledku mezinárodní arbitráže.